# Phalotris mertensi
Phalotris mertensi är en ormart som beskrevs av Hoge 1955. Phalotris mertensi ingår i släktet Phalotris och familjen snokar. Inga underarter finns listade i Catalogue of Life.
Denna orm förekommer i Brasilien i delstaterna São Paulo, Mato Grosso, Minas Gerais, Paraná och Goiás. Honor lägger ägg.